# Algérie (Schiff)
Die Algérie (französisch für „Algerien“) war ein französischer Schwerer Kreuzer, der als Einzelschiff in Brest am 21. Mai 1932 vom Stapel lief. Das Schiff war der siebente Schwere Kreuzer der französischen Marine. Sie wurde mit verbessertem Panzerschutz gegenüber den Vorgängerbauten auch als Antwort auf die Schweren Kreuzer der italienischen Zara-Klasse konstruiert. Im Zweiten Weltkrieg wurde sie bis zur Kapitulation Frankreichs 1940 im Atlantik und Mittelmeer eingesetzt, hauptsächlich zur Jagd auf deutsche Handelsstörer und als Geleitschutz. 1942 wurde sie in Toulon von ihrer Besatzung versenkt.

## Entwurfsgeschichte
Nachdem der erste französische Entwurf für einen schweren Kreuzer, die Duquesne-Klasse, zugunsten einer hohen Geschwindigkeit fast vollständig auf Panzerschutz verzichtet hatte, wurde beim folgenden Entwurf (Suffren-Klasse) die Maschinenleistung verringert und dafür die Panzerung verstärkt. Verbesserte Bautechniken und eine vorteilhaftere Auslegung der Vertragsbedingungen von Washington führten beim dritten und vierten Schiff der Klasse (Foch und Dupleix) zu Einsparungen bei der Standardverdrängung, die einer weiteren Verbesserung des Panzerschutzes zugutekam. Diese Entwicklung wurde bei der Algérie fortgeführt.
Ein Grund hierfür war, dass in der Zeit nach dem Ersten Weltkrieg die schiffbauliche Entwicklung große und schnelle Zerstörer mit Geschützkalibern zwischen 12 cm und 13 cm hervorbrachte. Außerdem baute die italienische Marine schnelle Kreuzer mit 15,2-cm-Geschützen (Condottiere-Typ). Während im Rahmen der Vertragsbedingung ein Schutz gegen 20-cm-Artillerie von allen Marinen als unmöglich angesehen wurde, lag eine zumindest teilweise wirksame Panzerung gegen Geschütze mit Kalibern bis 15 cm im Bereich des Möglichen. Sie wurde auch als wichtig angesehen, da deren Granaten an ungepanzerten Rümpfen erheblich schwerere Schäden anrichten würden als die Zerstörergeschütze des Ersten Weltkrieges mit Kalibern zwischen 8,8 cm und 10,5 cm.
Außerdem veralteten in den späten 1920er Jahren die vorhandenen Schlachtschiffe zusehends. Dies galt insbesondere für die der französischen und italienischen Marinen. Das Wettrüsten der Seemächte konzentrierte sich auf Schwere Kreuzer, die teilweise als die neuen Hauptkampfschiffe angesehen wurden.
Die ersten Überlegungen der französischen Marine für einen Nachfolger der Dupleix gingen von einer inkrementellen Verbesserung des Panzerschutzes aus (Entwurf C4). Angestrebt wurde, dass der Seitenpanzer einen Schutz gegen 15,5-cm-Granaten auf Kampfentfernungen über 15 km bieten sollte, die Deckpanzerung auf Kampfentfernungen unter 20 km. Allerdings war unklar, wo der dafür benötigte Gewichtsanteil herkommen sollte. Außerdem schützte der interne Panzerkasten der Dupleix und Foch im Gegensatz zu dem sonst üblichen Seitenpanzer nicht die Wasserlinie der Schiffe, was eine Beeinträchtigung der Schwimmfähigkeit durch Granattreffer viel wahrscheinlicher machte. Die französische Marine entschied sich daher zu einem vollständig neuen Entwurf. Dieser sollte auch eine Antwort auf die schwer gepanzerten Schiffe der italienischen Zara-Klasse darstellen.
Eine Reduktion der Antriebsanlage der Dupleix von drei Wellen mit 90.000 PS auf zwei Wellen mit 84.000 PS allein hätte eine Gewichtsersparnis von nur 150 t erbracht. Als die Algérie entworfen wurde, standen aber zuverlässige Antriebsanlagen zur Verfügung, die bei höheren Dampfdrücken arbeiteten, was eine Gewichtseinsparung auch ohne Leistungsverlust erlaubte. Allerdings bestanden Bedenken, die Wellen mit 42.000 PS Entwurfsleistung zu belasten, insbesondere, da die französische Marine das Forcieren der Maschinen erlaubte. Bei einer Zwei-Wellen-Anordnung war daher mit einer maximalen Leistungsbelastung von 50.000 PS pro Welle zu rechnen. Gegen eine Wiederholung der Drei-Wellen-Anordnung der Suffren-Klasse sprach, dass die Mittelwelle die innere Anordnung komplizierter machte. Deshalb kehrte man trotz des höheren Raum- und Gewichtsbedarf zu einer Antriebsanlage mit vier Wellen zurück, die auf Grund der geringeren Leistung und der moderneren Auslegung immer noch 430 t leichter als die der Dupleix und fast 940 t leichter als die der Duquesne-Klasse war.
Der Verzicht auf ein erhöhtes Vorschiff sparte weitere 80 t, allerdings auf Kosten einer etwas geringeren Seetüchtigkeit. Auf die abwechselnde Anordnung von Kessel- und Maschinenräumen wurde ebenfalls verzichtet, Kessel- und Maschinenräume wurden jeweils gruppiert. Dies verkürzte die Maschinenräume und damit den zu schützenden Bereich um 7,5 m. Die gewählte Anordnung war anfälliger gegen Gefechtsschäden, auf Grund des stark verbesserten Schutzes erschien dies jedoch vertretbar. Letztlich war der konventionelle Panzergürtel der Algérie weniger hoch als der interne Panzerkasten der Foch und Dupleix, was nochmals 370 t sparte.
Durch diese Maßnahmen konnte gegenüber der Dupleix das Panzergewicht um 482 t gesteigert werden, davon 224 t beim Schutz der Hauptartillerie und 258 t bei der Rumpfpanzerung.
Der Auftrag für die Algérie erging im August 1930 an die Marinewerft Brest, wo am 13. März 1931 der Kiel gelegt wurde.

## Technik

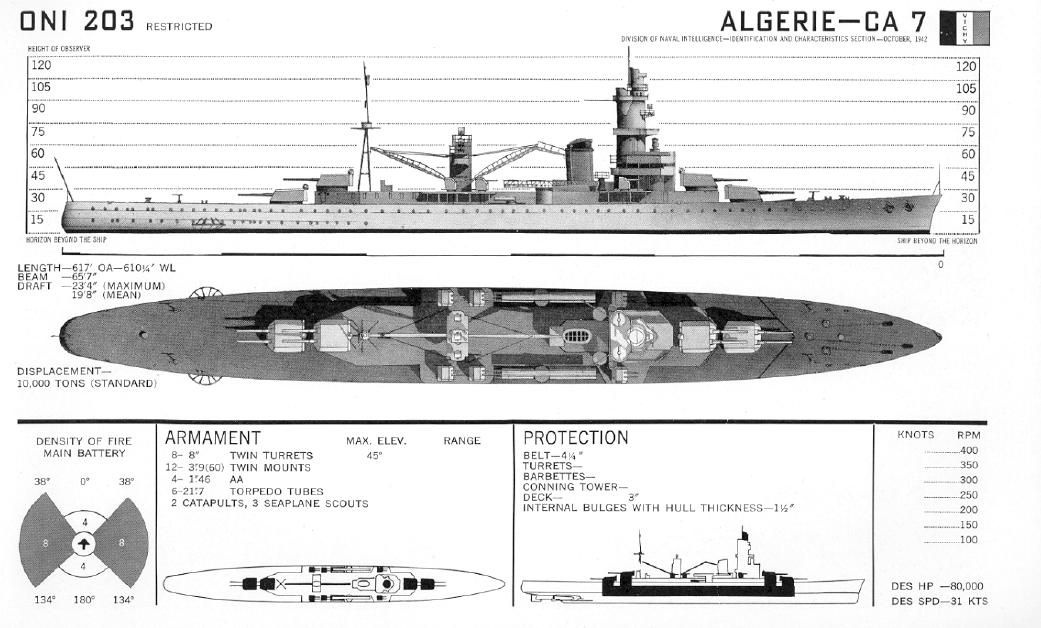
Algérie, Identifikationskarte der US-Marine
Die Karte ist in einigen Details nicht korrekt (Katapulte, Panzeranordnung)

Die Algérie war 186,2 m über alles und 180 m zwischen den Loten lang, 20 m breit und hatte bei Normalverdrängung einen Tiefgang von 6,45 m. Wie bei allen schweren Kreuzern der französischen Marine wurde die Standardverdrängung mit 10.060 t angegeben. Die Normalverdrängung betrug 10.950 t, die maximale Verdrängung 13.677 t.
Der Rumpf war in Längsspantenbauweise ausgeführt. Seitenpanzer und die Seitenschotts längs der Antriebsanlage und der Munitionskammern trugen zur Festigkeit des Rumpfs bei. Im Gegensatz zu den vorangegangenen Klassen Schwerer Kreuzer wies die Algérie keine Probleme in Bezug auf die Festigkeit auf.
Die Algérie war das erste größere französische Kriegsschiff, das in größerem Umfang geschweißt war. Dies betraf die Trennwände, aber auch Teile der tragenden Elemente sowie der Schiffshülle und des Oberdecks. Panzerung und die wichtigsten Teile der tragenden Elemente waren weiterhin genietet. Trennwände waren aus Gewichtsgründen aus Duraluminium gefertigt.
Der Rumpf des Schiffs schloss nach oben mit einem Glattdeck ab. Ungewöhnlich war der Seiteneinfall (engl. „tumblehome“) der Schiffsseiten, d. h. der Rumpf wurde nach oben schmaler. Diese Rumpfform war möglicherweise gewählt worden, um die Breite des Unterwasserschutzes (siehe unten) zu maximieren.
Die Hauptgeschütztürme waren vorn und achtern paarweise überhöht aufgestellt. In Längsrichtung zwischen den Türmen erstreckte sich ein Schutzdeck. Auf diesem aufgesetzt waren – von vorn nach achtern – der Kommandoturm, ein einzelner Schornstein, ein Scheinwerferturm und direkt vor den hinteren Geschütztürmen der Hauptmast.

### Antrieb
Der Antrieb bestand aus fünf ölbefeuerten Dampfkesseln, die vier Sätze Getriebeturbinen speisten, welche wiederum auf vier Schrauben mit einem Durchmesser von 3,6 m wirkten. Die Anlage war für eine Leistung von 84.000 PS und eine Geschwindigkeit von 31 kn entworfen. Bei einer Probefahrt am 2. Februar 1934 erreicht die Algérie mit 93.230 PS eine Geschwindigkeit von 32,9 kn; Wasserverdrängung und sonstige Bedingungen bei dieser Fahrt nennt die Quelle nicht.
Bei den Kesseln handelte es sich um von Indret gebaute Schmalrohrwasserkessel mit Überhitzern, die mit einer Dampftemperatur von 325 °C und einem Druck von 27 bar arbeiteten. Sie standen in drei direkt hintereinander angeordneten Kesselräumen. Die beiden vorderen Räume beherbergten je zwei Kessel nebeneinander, im dritten Kesselraum stand ein etwas größerer Kessel (Heizfläche 1.515 m² gegenüber 885 m²). Außerdem befand sich dort ein kleinerer Hilfskessel, der Dampf für Winden, die Heizung etc. lieferte. Die Abzüge aller Kessel waren in einem Schornstein zusammengefügt.
Hinter den Kesselräumen schlossen die beiden Maschinenräume an. In jedem standen zwei Turbinensätze, der vordere Maschinenraum beherbergte die Turbinen für die Außenwellen. Jeder Turbinensatz bestand aus einer Hoch-, einer Mittel- und einer Niederdruckstufe, die auf ein einfaches Untersetzungsgetriebe wirkten. Die Hoch- und die Mitteldruckstufe waren Impulsturbinen vom Typ Rateau-Bretagne. Die Niederdruckstufe war eine Reaktionsturbine vom Parsonstyp, in die die Stufe für Rückwärtsfahrt integriert war. Jeder Turbinensatz hatte eigene Kondensatoren und Schmiermittelpumpen und konnte so autonom arbeiten.
Es konnten 3.190 t Treibstoff mitgeführt werden. Damit sollte eine Reichweite von 4.000 Seemeilen bei 27 kn und von 8.000 Seemeilen bei 15 kn erreicht werden.
Unter Fahrt erhielt das Schiff die elektrische Energie aus vier Turbogeneratoren. Zwei standen auf dem Unterdeck zwischen den vorderen Türmen, die beiden anderen im vorderen Maschinenraum. Jeder der Generatoren leistete 300 Kilowatt. Im Hafen, d. h. wenn kein Dampf aus der Antriebsanlage zur Verfügung stand, dienten zwei Dieselgeneratoren von je 100 kW Leistung der Stromversorgung. Sie befanden sich hinter dem Schornstein in den Aufbauten.
Die Algérie hatte ein Ruder mit einer Fläche von 24,8 m².

### Bewaffnung

#### Geschütze
Die Algérie erhielt wie alle ihre Vorgänger acht 20,3-cm-Geschütze Modèle 1924 mit einer Kaliberlänge von L/50 in vier Zwillingstürmen als Hauptbewaffnung. Die Türme entsprachen im Wesentlichen denen der Vorgängerklassen. Geringfügige Änderungen waren wegen des durch die Panzerung verursachten höheren Gewichts notwendig, weshalb sie die neue Bezeichnung Modèle 1931 erhielten.
Es standen drei Typen panzerbrechender Granaten und zwei Typen Sprenggranaten mit Gewichten zwischen 119 kg und 134 kg zur Verfügung. Bei Mündungsgeschwindigkeiten zwischen 820 m/s und 850 m/s betrug bei einer Erhöhung von 45° die maximale Reichweite je nach Granattyp zwischen 28 km und 31,4 km.
Als schwere Luftabwehr und zur Bekämpfung leichter Oberflächenziele erhielt das Schiff zwölf 10-cm-L/45-Geschütze Modèle 1930 in sechs Doppellafetten Modèle 1931. Diese waren an den beiden Schiffseiten eingebaut. Die Lafette hatte einen 5 mm starken Schutzschild. Die Geschützrohre hatten eine gemeinsame Rohrwiege und konnten bis maximal 80° erhöht werden. Die Geschütze verschossen Patronenmunition (Patronengewicht 22 kg bis 24 kg) und wurden mit einem federbetriebenen Ansetzer geladen, was eine Schussfolge von 10 Schuss pro Rohr und Minute erlaubte.
Es standen eine 13,5 kg schwere Sprenggranate („OEA – Obus Explosif en Acier“; Mündungsgeschwindigkeit 780 m/s) und eine 15 kg schwere panzerbrechende Granate zur Verfügung („OPf – Obus de Perforation“; Mündungsgeschwindigkeit 765 m/s), außerdem eine Leuchtgranate („OEcl – Obus Eclairant“). Die Sprenggranate diente mit einem Zeitzünder der Luftabwehr. Die maximale Schussweite betrug 15,8 km, die maximale Schusshöhe bei der Flugabwehr 10 km.
Mit diesem Geschütz führte die französische Marine nach dem 7,5-cm-Geschütz und dem 9-cm-Geschütz das dritte schwere Flak-Kaliber bei ihrer Kreuzerflotte ein.
Ursprünglich sollte die Algérie die neue automatische 37-mm-Luftabwehrkanone erhalten, die aber nie fertig entwickelt wurde. Daher installierte man vier der üblichen halbautomatischen 37-mm-L/50-Kanonen: je zwei auf dem Vordeck und auf dem Achterschiff. Außerdem erhielt sie 16 13,2-mm-Hotchkiss-MG in neu entwickelten Vierlingslafetten Modèle 1930 an den vier Ecken des Schutzdecks.

#### Torpedos
Die Torpedobewaffnung entsprach der der Vorgänger: auf jeder Schiffseite je ein Drillingsrohrsatz für 55-cm-Torpedos Modèle 1923D mit insgesamt drei Reservetorpedos, die in der Torpedowerkstatt zwischen den Rohrsätzen mitgeführt wurden. Die Torpedos hatten eine Reichweite von 9 km bei 39 kn oder 13 km bei 35 kn. Ihre 308 kg schweren Sprengköpfe wurden in Friedenszeiten in gepanzerten Boxen direkt an den Schiffseiten aufbewahrt.

#### Feuerleitung

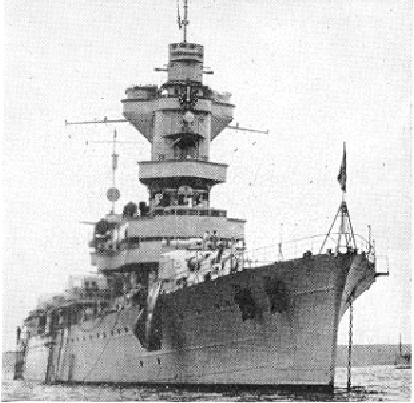
Brückenturm mit Feuerleitgeräten an der Spitze

Das Zentralrichtgerät für die Hauptartillerie und die Feuerleitgeräte für die schwere Flak waren auf der Spitze des Brückenturms aufgestellt.
Das Zentralrichtgerät war das Standardgerät für Schwere Kreuzer („type 10.000 tonnes“). Es verfügte über einen Schnittbildentfernungsmesser mit einer Basis von 5 Metern, außerdem über einen 3-m-Raumbildentfernungsmesser, der dazu dienen sollte, die Entfernung zwischen dem Ziel und den Aufschlägen (Wassersäulen) von Kurzschüssen zu messen (ein Verfahren, das John Jordan auf Englisch als „scartometry“ bezeichnet). Außerdem trugen drei der Hauptgeschütztürme Entfernungsmesser mit einer 5-m-Basis: der zweite und der vierte Turm ein Schnittbildgerät, der dritte Turm, in dem sich die Ausweichfeuerleitstelle befand, ein Raumbildgerät. Die Daten der Entfernungsmesser wurden von einem Feuerleitrechner Modell 1924 ausgewertet. Dieser stand hinter Panzerschutz im Schiffsinnern unter dem Kommandostand.
Die Feuerleitgeräte für die schwere Flak trugen 3-m-Raumbildentfernungsmesser. Die zugehörige Rechenstelle befand sich auf der untersten Ebene des Brückenturms.
Außerdem verfügte die Algérie für allgemeine Zwecke über einen 3-m-Entfernungsmesser auf dem Kommandostand und über vier 1-m-Geräte, mit denen den Richtschützen der 37-mm-Geschütze Entfernungsinformationen zur Verfügung gestellt wurden.
Auf dem Scheinwerferturm standen drei 1,3 m große Scheinwerfer, die äußeren beiden konnten mit Hilfe der Flak-Feuerleitgeräte gerichtet werden. Vorne am Brückenturm war ein 75 cm großer Scheinwerfer aufgestellt, der für die Navigation genutzt wurde.

### Schutzeinrichtungen
Panzerschutz und Unterwasserschutz konzentrierten sich auf den 105 m langen Bereich mittschiffs, in dem Antriebsanlage und Munitionskammern lagen.

#### Panzerschutz
Seitenpanzer und Deckspanzer erstreckten sich vom vorderen bis zum hinteren Geschützturm und bildeten mit den Panzerquerschotten einen nach unten offenen Panzerkasten, die sogenannte Zitadelle. Für die Panzerung wurde homogener Panzerstahl mit einer Zugfestigkeit von 80 kg pro mm² verwendet.
Der Panzergürtel oder Seitenpanzer war 110 mm dick. Seine größte Höhe von 3,76 m wies er im Bereich vom vorderen Ende der vorderen Munitionskammern zum hinteren Ende des achteren Maschinenraums auf. Dahinter setzte er sich mit einer reduzierten Höhe von 2,45 m bis zum hinteren Ende der achteren Munitionskammern fort. Von dem Panzergürtel lagen bei Normalverdrängung 1 m unter und 2,76 m bzw. 1,45 m über der Wasserlinie. Am vorderen und am hinteren Ende der Seitenpanzerung schlossen 70 mm starke Panzerquerschotten die Zitadelle ab, die sich bis zum unteren Ende des Panzergürtels erstreckten. Ebenso wurde die Stufe, die sich durch das Schmalerwerden des Panzergürtels am Ende des achteren Maschinenraums ergab, durch ein 70 mm starkes Schott abgeschlossen.
Im Bereich der Kessel- und Maschinenräume befand sich innerhalb des Panzergürtels im Abstand von ca. 4 m ein 40 bis 60 mm starkes Panzerschott mit einer Zugfestigkeit von 60 kg pro mm². Es erstreckte sich vertikal vom Panzerdeck bis zum äußeren Schiffsboden. Im Bereich der Munitionskammern setzte sich das Torpedoschott als 20 mm starkes Splitterfangschott fort. Dieses erstreckte sich vom äußeren Schiffsboden zur Decke der Munitionskammern. Damit stieß es bei den achteren Munitionskammern mit seiner Oberkante an das Panzerdeck, während es bei den vorderen Munitionskammern ein Deck unterhalb des Panzerdecks endete.
Das Panzerdeck erstreckte sich über die gesamte Schiffsbreite und hatte eine maximale Stärke von 80 mm. Von den vorderen Munitionskammern bis zur Stufe des Seitenpanzers am Ende der Maschinenräume lag es seitlich auf dem Seitenpanzer auf. Über den vorderen Munitionsräumen war es über die gesamte Schiffsbreite 80 mm dick. Über den Kessel- und Maschinenräumen war die maximale Dicke auf den Bereich zwischen den Torpedoschotts beschränkt. Außerhalb der Torpedoschotts reduzierte sich die Dicke auf 30 mm. Schräg einschlagende Granaten, die diese geringere Dicke durchschlagen konnten, sollten durch das Torpedoschott aufgehalten werden.
Im Bereich der achteren Munitionskammern war das Panzerdeck ebenfalls innerhalb der Splitterfangschotts 80 mm stark und außerhalb auf 30 mm reduziert. In diesem Bereich lag die Oberkante des Panzergürtels etwas höher als das Panzerdeck, so dass schräg einschlagende Granaten entweder den Seitenpanzer oder den dickeren Bereich des Panzerdecks treffen sollten.
Aus dem Panzerkasten ragten die gepanzerten Barbetten der Geschütztürme. Die vorderen Barbetten hatten eine 100 mm starke Panzerung. Die Panzerung der hinteren Barbetten war bis zum Hauptdeck herunter ebenfalls eine 100 mm stark und reduzierte sich zwischen Hauptdeck und Panzerdeck auf 70 mm. Die Barbettenpanzerung war die einzige Komponente der Panzerung, die sich auf einer Unterlage aus Schiffbaustahl befand.
Die Panzerung der Hauptgeschütztürme war vorne 100 mm stark, an den Seiten und der Decke 70 mm und an der Rückseite 50 mm. Der Kommandostand war an den Seiten mit 100 mm und auf dem Dach mit 70 mm gepanzert. Ein senkrechter Schacht mit einer 50 mm starken Panzerung verband Kommandostand und Zitadelle.
Die Kesselabzugsschächte waren oberhalb des Panzerdecks durch eine Box mit 26 mm starken Seiten und Querschotten geschützt. Die Rudermaschine hatte einen 26 mm starken Seitenschutz und 20 mm starke Querschotten.
Die Außenhaut oberhalb des Panzergürtels und das Oberdeck waren aus 22 mm starkem Schiffbaustahl.

#### Unterwasserschutz
Längs der Kessel- und Maschinenräume hatte die Algérie einen Unterwasserschutz, der gegen Treffer durch Torpedos mit einem 300 kg schweren Sprengkopf ausgelegt war. Die Algérie war damit nicht nur einziger französischer Kreuzer, sondern wohl auch der einzige unter Vertragsbedingungen erbaute Kreuzer überhaupt, der einen vollwertigen Torpedoschutz aufwies. Zwar verfügten auch die japanischen Vertragskreuzer und die britische Kent-Klasse über einen Schutz in Form von Torpedowulsten, doch fehlte diesen die notwendige Tiefe.
Der Doppelboden war im Bereich der Antriebsanlage längs der Schiffsseiten bis zum Panzerdeck hochgezogen. Hinter dem Doppelboden befanden sich Treibstofftanks, die in ihrem oberen Teil eine Breite von 2,2 m hatten und sich im unteren Teil zur Kimm hin verjüngten. An den Treibstofftank schloss sich ein Leerraum an, der oben 1 m breit war und nach unten wegen des sich verjüngenden Treibstofftanks breiter wurde. An der Innenseite abgeschlossen wurde der Schutz durch das im Zusammenhang mit den Panzerschutz erwähnte 40 mm starke Torpedoschott.
Der Teil des Doppelbodens, der außerhalb des Torpedoschotts lag, wurde nicht als Brennstofftank verwendet. Doppelboden, Öltanks und Leerraum bildeten so ein Luft-Flüssigkeits-Luft-Sandwich als Puffer gegen Unterwasserexplosionen, das an seiner breitesten Stelle 4,2 m breit war. Zu seinen Enden hin verjüngte sich das Schutzsystem mit der Rumpfform, weshalb dort das Torpedoschott auf 50 bis 60 mm verstärkt war.
Als weiteren Schutz gegen Unterwassertreffer war die Algérie durch 16 Querschotten in 17 wasserdichte Abteilungen unterteilt. Unterhalb des Hauptdecks waren diese nur durch Rohre und Kabelführungen durchbrochen. Jede der 17 Abteilungen hatte eigene Pumpen. Dies entsprach der üblichen Bauweise französischer Kreuzer der Zwischenkriegszeit.

### Flugzeugeinrichtungen
Die Algérie verfügte bei Fertigstellung über ein Druckluftkatapult, das an der Backbordseite des Schutzdecks zwischen Schornstein und Scheinwerferaufbau eingebaut war. Es konnte Flugzeuge bis 3 t starten. Dies war ausreichend für die Bordflugzeuge vom Typ Gourdou-Leseurre GL-812, von denen zwei mitgeführt wurden: eins auf dem Katapult und eins auf dem Schutzdeck zwischen den Schornstein und Scheinwerferturm. Letzterer trug einen Kran zur Handhabung der Flugzeuge.
Das Flugzeugbenzin wurde wegen Brandgefahr in Tanks am äußersten Schiffsheck mitgeführt. Außerdem erlaubten entsprechende Vorrichtungen, verbrauchten Treibstoff durch Kohlendioxid zu ersetzen und das Benzin schnell über Bord zu pumpen.

## Werdegang
Der Kiel der Algérie wurde am 19. März 1931 im Arsenal de Brest gelegt, wo sie am 21. März 1932 von Stapel lief. Die Versuchsfahrten bis zur Abnahme wurden vom 15. Mai bis zum 22. Dezember 1933 durchgeführt. Die endgültige Fertigstellung erfolgte am 5. September 1934, und sie trat am 19. Oktober desselben Jahres zur Flotte.
Während frühere französische Kreuzer nach historischen Personen benannt waren, wurde der Schiffsname in Erinnerung an die Eroberung und Kolonisierung Algeriens ein Jahrhundert zuvor gewählt.
Das Schiff war während seiner gesamten Dienstzeit Flaggschiff der 1. leichten Division im Mittelmeer („1re Division Léger“), später als 1. Kreuzer-Division, („1re Division Croiseur“) bezeichnet, der die vier modernsten Schweren Kreuzer der französischen Marine angehörten.

### Zweiter Weltkrieg
Nach Kriegsausbruch gehörte die Algérie vom 10. Oktober bis zum 21. November 1939 zusammen mit dem britischen Flugzeugträger Hermes, dem Schlachtschiff Strasbourg sowie weiteren französischen Kreuzern und Großzerstörern zur Force X. Diese in Dakar stationierte Streitmacht sollte deutsche Handelsstörer aufspüren und vernichten. Von dort aus unternahm sie drei Vorstöße: am 19./20. Oktober 1939 allein in Richtung Freetown sowie vom 23. bis 29. Oktober und vom 7. bis 13. November 1939 mit der gesamten Force X in das Seegebiet südlich der Kapverden. Danach kehrte sie zu einer Werftliegezeit nach Toulon zurück.
Ab 11. März 1940, nach der Werftliegezeit, brachten die Algérie und das alte Schlachtschiff Bretagne eine Ladung Gold als Bezahlung für US-amerikanische Waffenlieferungen nach Halifax in Kanada. Auf der Rückreise eskortierten sie zwei Frachtschiffe mit einer Ladung amerikanischer Flugzeuge und erreichten Frankreich am 10. April.
Nach dem Kriegseintritt Italiens nahm die Algérie an der „Opération Vado“ in der Nacht vom 13. zum 14. Juni 1940 teil. Dabei beschossen vier französische Schwere Kreuzer (Algérie, Foch, Dupleix und Colbert), unterstützt von 11 Großzerstörern, Ziele an der italienischen Küste bei Genua, Savona und Vado Ligure. Die Gruppe der Algérie feuerte auf Ziele um Savona und Vado und verursachte geringe Schäden an Wohnhäusern und Fabriken, außerdem wurden ein Öltank und ein Gasometer in Brand geschossen. Insgesamt erbrachte die Unternehmung nur wenige Ergebnisse, neun italienische Zivilisten wurden getötet. Angriffe italienischer Schnellboote konnten abgewiesen werden.
Vom 17. bis 18. Juni 1940 deckte die Algérie mit anderen Schweren Kreuzern der 1. und 2. Kreuzerdivision einen Konvoi mit 17 Schiffen auf dem Weg von Marseille nach Oran. Bei Inkrafttreten des Waffenstillstandes mit Deutschland befand sich die Algérie in Toulon. Nach dem britischen Überfall auf Mers-el-Kébir lief die Algérie mit der Dupleix und der Foch von Toulon aus, um die aus Mers-el-Kébir entkommene Strasbourg aufzunehmen, verfehlten diese aber.
In Toulon wurde die Algérie als Teil der „Forces de haute mer“ bis zu ihrer Selbstversenkung in Dienst gehalten. Seinen letzten Einsatz hatte das Schiff, als vom 6. bis 8. November 1940 die „Forces de haute mer“ das Schlachtschiff Provence bei seiner Rückkehr von Oran nach Toulon begleitete.

### Selbstversenkung

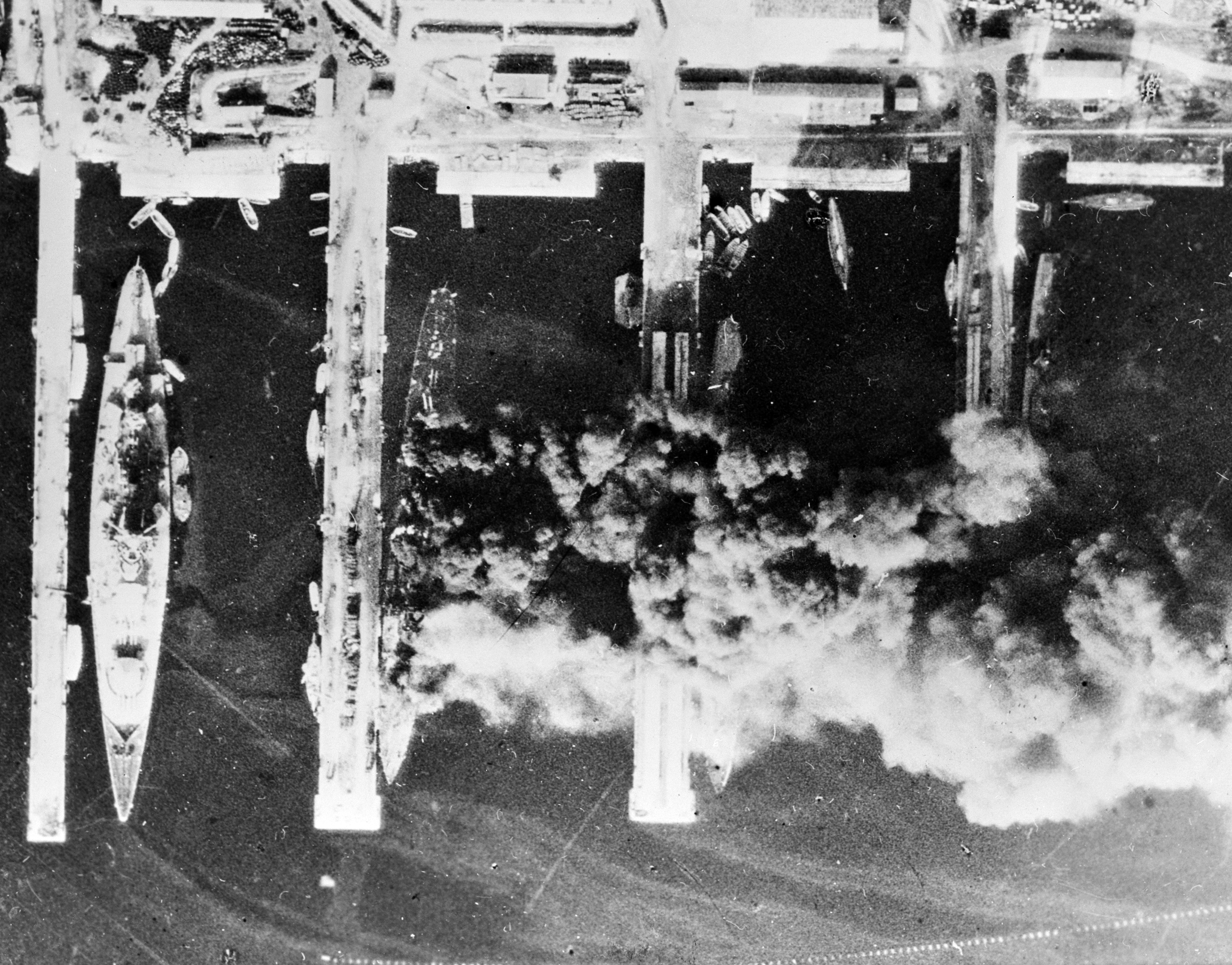
Toulon am Tag nach der Selbstversenkung der französischen Flotte:
von links nach rechts Strasbourg (auf Grund), Colbert und Algérie (brennend), Marseillaise (auf der Seite liegend)

Nach der alliierten Landung im französischen Nordafrika (Operation Torch) rückten mit dem Unternehmen Anton im Gegenzug ab 11. November morgens deutsche und italienische Kräfte in den unbesetzten Teils Frankreichs vor. Danach versuchte die deutschen Streitkräfte, die französische Flotte in Toulon intakt in die Hände zu bekommen, was zur Selbstversenkung der Vichy-Flotte am 27. November 1942 führte.
Die Algérie war dabei an einem Pier der „Appontements Milhauds“ festgemacht. Beim Eindringen der deutschen Truppen in das Hafengelände wurden die Seeventile geöffnet und Explosionsladungen in den Geschützrohren gezündet. Feuer breitete sich über die Treibstofftanks aus, und das Schiff brannte 20 Tage lang.
Die Schäden am Schiff wurden als irreparabel angesehen. Die italienische Marine hob das Wrack am 18. März 1943. Es wurde am 21. Dezember 1956 zum Abbruch verkauft.